# Tim Bright
Timothy William Bright  dit Tim Bright, né le 28 juillet 1960 à Taft, est un athlète américain, perchiste et spécialiste du décathlon. 

## Palmarès

### International
| Date | Compétition                | Lieu        | Résultat | Épreuve          |
| ---- | -------------------------- | ----------- | -------- | ---------------- |
| 1984 | Jeux olympiques            | Los Angeles | 12e      | Décathlon        |
| 1985 | Coupe du monde des nations | Canberra    | 3e       | Saut à la perche |
| 1988 | Jeux olympiques            | Séoul       | 7e       | Décathlon        |
| 1989 | Coupe du monde des nations | Barcelone   | 2e       | Saut à la perche |
| 1990 | Goodwill Games             | Seattle     | 3e       | Saut à la perche |
| 1991 | Championnats du monde      | Tokyo       | 6e       | Saut à la perche |
| 1992 | Jeux olympiques            | Barcelone   | 12e      | Saut à la perche |

### National
- Championnats des États-Unis d'athlétisme : 
  - Décathlon : vainqueur en 1987, 2e en 1984 et 1988
  - Saut à la perche : vainqueur en 1991 et 1992, 2e en 1989 et 1990

## Records
| Épreuve          | Performance | Lieu             | Date         |
| ---------------- | ----------- | ---------------- | ------------ |
| Saut à la perche | 5,87 m      | Nice[Laquelle ?] | juin 1990    |
| Décathlon        | 8 430 pts   | San José         | 24 juin 1987 |